# أندرياس لاسلو
أندرياس لاسلو (بالمجرية: László András)‏ (16 أغسطس 1976 بفيسبرم في المجر - ) هو لاعب كرة قدم مجري في مركز الدفاع. لعب مع زالايغيرزيغي تورنا إغيليت ونادي بودابست هونفيد ونادي دبرتسني ونادي فاساس ونادي سيوفوك ‏ وFC Sopron ‏.

## وصلات خارجية
- أندرياس لاسلو على موقع اتحاد المجر (الهنغارية)
- أندرياس لاسلو على موقع قاعدة بيانات كرة القدم.إي يو (الإنجليزية)
- أندرياس لاسلو على موقع عالم كرة القدم.نت (الإنجليزية)